# Исмет Ђухерић
Исмет Ђухерић (Босански Дубочац,14. март 1949) био је потпуковник Војске Републике Српске и први командант Самосталне муслиманске јединице „Меша Селимовић“, јединице у саставу 27. моторизоване бригаде Првог крајишког корпуса ВРС. 

## Биографија
Средњу економску школу завршио је 1969. у Босанском Броду, а Школу резервних официра пјешадије 1971. у Билећи. Ратна дешавања у СФРЈ затекла су га у чину резервног капетана 1 класе. На његову иницијативу, у августу 1992, у селу Кулина код Дервенте, у саставу ВРС формирана је јединица "Меша Селимовић", чији је био први командант. Јединица је била у саставу 27. моторизоване бригаде и имала је око 120 бораца, првенствено добровољаца Муслимана из општина Босански Брод и Дервента. Са јединицом, као командант, учествовао је у пробоју коридора на дервентском ратишту. Дужност команданта јединице "Меша Селимовић" предао је свом замјенику, капетану Нусрету Диздаревићу, јануара 1993, послије чега је отишао на радну обавезу у Рафинерији нафте Брод. Накратко се вратио у команду 27. моторизоване бригаде на мјесто оперативног официра у Тактичкој групи 3 на ратишту Нови Шехер-Тешањ-Маглај (од 18. септембра до 8. децембра 1993). По наређењу команде за одбрану Брода, организовао је двије радне чете од радника Рафинерије, које су посјеле положаје на ријеци Сави према Хрватској да штите општину Брод. У чин резервног потпуковника ВРС унапријеђен је 2001. године. Послије рата наставио је рад у Рафинерији нафте Брод. Потом је био предсједник Скупштине општине Брод. Пензионисан је 7. јуна 2013. Био је одборник у Скупштини општине (четири мандата), предсједник Општинске организације СУБНОР-а Брод и предсједник општинског одбора Организације старјешина ВРС.
Данас живи са супругом Ханумицом у селу Сијековац код Брода. Изјашњава се као Југословен